# Lamath
Lamath é uma comuna francesa na região administrativa de Grande Leste, no departamento de Meurthe-et-Moselle. Estende-se por uma área de 5,6 km². Em 2010 a comuna tinha 198 habitantes (densidade: 35,4 hab./km²).